# Steilacoom
Steilacoom – miasto w Stanach Zjednoczonych, w stanie Waszyngton, w hrabstwie Pierce.